# Überläufer
Überläufer ist ein nachrichtendienstlicher Ausdruck für den Mitarbeiter eines Nachrichtendienstes, der sich physisch auf die Seite eines anderen Dienstes begibt und dort in der Regel geheimzuhaltende Informationen aus seinem bisherigen Dienst offenbart.
Die jeweilige Bereitschaft eines Nachrichtendienstes, sich auf einen Überläufer einzulassen, ist sehr unterschiedlich ausgeprägt und wird in jeweiligen Einzelfällen auch überprüft. Der sowjetische Geheimdienst KGB galt zum Beispiel als sehr zurückhaltend und misstrauisch gegenüber Überläufern. Dagegen haben US-amerikanische Nachrichtendienste sogar gezielte Werbungsprogramme für Überläufer angelegt, wie die Operation Redcap der CIA in den 1950er-Jahren.
Bekannte Überläufer waren:
- William H. Martin und Bernon F. Mitchell, zwei NSA-Kryptologen, die 1960 zur Sowjetunion überliefen
- Anatoli Michailowitsch Golizyn (übergelaufen 1961)
- Oleg Antonowitsch Gordijewski, floh 1985 als höchstrangiger öffentlich bekannter Überläufer des KGB in den Westen.
- Hansjoachim Tiedge (Verfassungsschutzbeamter, lief 1985 aus der Bundesrepublik in die DDR über)
- Werner Stiller – er flüchtete 1979 mit zahlreichen geheimen Unterlagen der DDR-Spionageabteilung „Hauptverwaltung Aufklärung (HVA)“ der DDR-Staatssicherheit unter spektakulären Umständen in den Westen.
- Alexander Walterowitsch Litwinenko – er lief im Jahre 2003 aus Russland zum MI6 über und wurde durch die spektakulären Umstände seines Todes in London bekannt.

Im Militärwesen werden Überläufer wertend auch Deserteure genannt – aus der Sicht der Seite, die verlassen wird.